# Torture Money
Torture Money é um filme de animação em curta-metragem estadunidense de 1937 dirigido e escrito por Harold S. Bucquet e John C. Higgins. Venceu o Oscar de melhor curta-metragem em live-action: 2 bobinas na edição de 1938.

## Elenco
- Edwin Maxwell - Milton Beacher
- George Lynn - Larry Martin